# جورج كرومبتون
جورج كرومبتون هو دراج كندي، (و. 1913 – 1971 م).

## وصلات خارجية
- جورج كرومبتون على موقع إحصائيات الدراجات الإحترافية (الإنجليزية)
- جورج كرومبتون على موقع أوليمبيديا (الإنجليزية)